# Isola Sacra
Isola Sacra är en ö i kommunen Fiumicino i regionen Lazio i Italien. Ön är belägen vid Tiberns mynning i Tyrrenska havet.
Mellan 1961 och 1993 utgjorde Isola Sacra Roms trettiosjätte zon med beteckningen Z. XXXVI.

## Kyrkobyggnader
- Chiesa del Crocifisso
- Santa Maria Stella Maris
- Santa Paola Frassinetti

## Arkeologiska lokaler
- Nekropolen i Porto 41°46′11″N 12°15′49″Ö / 41.7696°N 12.2636°Ö
- Matidias termer
- Ponte di Matidia
- Isis tempel
- Basilica di Sant'Ippolito

## Övrigt
- Casale La Rotonda
- Torraccia dello Sbirro eller Torre Nicolina
- Torre ricavata dal campanile della basilica di Sant'Ippolito
- Villa Guglielmi
- Ponte 2 giugno

## Bilder
| - Nekropolen i Porto. |

### Webbkällor
- ”Parco archeologico di Ostia antica – Necropoli di Porto – Isola Sacra” (på italienska). Ministero per i beni e le attività culturali e per il turismo. Arkiverad från originalet den 23 januari 2020. https://archive.today/20200123023859/http://www.beniculturali.it/mibac/opencms/MiBAC/sito-MiBAC/Luogo/MibacUnif/Luoghi-della-Cultura/visualizza_asset.html?id=155795&pagename=157031. Läst 23 januari 2020.
- ”Parco archeologico di Ostia antica – Basilica di S. Ippolito e annesso Antiquarium” (på italienska). Ministero per i beni e le attività culturali e per il turismo. Arkiverad från originalet den 7 maj 2018. https://web.archive.org/web/20180507003622/http://www.beniculturali.it/mibac/opencms/MiBAC/sito-MiBAC/Luogo/MibacUnif/Luoghi-della-Cultura/visualizza_asset.html?id=153439&pagename=57. Läst 23 januari 2020.